# Fruntimmers Bibel-Sällskapet
Fruntimmers Bibel-Sällskapet i Stockholm grundades 1819 som en parallell organisation till Svenska Bibelsällskapet. Fruntimmerssällskapets verksamhet riktade sig till brudpar och avsåg bibelspridning samt kom att kopplas samman med välgörenhet. 

## Verksamhet
1841 hade 405 biblar utdelats, men sista årsberättelsen från 1863 anger att 15.631 biblar utdelats till fattiga brudpar. Sällskapet delade dessutom ut biblar till andra kvinnor som själva inte kunde köpa sig en bibel. Utdelningen skedde med hjälp av kyrkoherdarna i landet. En fruntimmersbibel fick "icke försäljas, pantsättas eller i mät tagas". Därför har de ofta gått i arv. Biblarna var bundna i goda skinnband och på pärmen stod tryckt i guld ”af Fruntimmers Bibel-Sällskapet i Stockholm”. 

## Organisation
Sällskapet hade som beskyddare prinsessan Sofia Albertina. Kommittén hade 10 kvinnliga ledamöter och en manlig skattmästare. Medlemmarna erlade en årsavgift på 2 riksdaler (ca 230 kr i 2014 års penningvärde) och den som betalat i 10 år blev ständig medlem. Föreningen var öppen för alla men årsavgiften begränsade urvalet, dock kunde man dela ut bibel till alla stånd.